# Universidad de las Artes (Filadelfia)
La Universidad de las Artes (UArts) fue una de las universidades privadas más antiguas de Estados Unidos  dedicada en exclusiva a las artes visuales, escénicas, diseño y escritura. Su campus formaba parte de la Avenida de las Artes en el centro de la ciudad de Filadelfia, en el estado de Pensilvania. La universidad tenía cuatro facultades: Arte, Diseño y Medios de Comunicación; Artes escénicas; Artes Liberales; y Formación continua. Cerró el 7 de junio de 2024.

## Historia
La universidad fue creada en 1985 por la fusión de la Universidad de Filadelfia de las Artes escénicas y la Universidad de Arte de Filadelfia, dos universidades que tienen sus orígenes en los años 1870.
En 1870 se creó la Academia Musical de Filadelfia y en 1877 el Conservatorio de Música de Filadelfia. En 1944, el Children's Dance Theatre, más tarde conocido como la Academia de Baile de la Filadelfia, fue establecido por Nadia Chilkovsky Nahumck. En 1962, el Conservatorio de Música y la Academia Musical se fusionaron y en 1976 la organización fusionada adquirió la Academia de Baile y cambió su nombre por Universidad de las Artes escénicas de Filadelfia. Después de abrir una Escuela de Teatro en 1983, la institución se convertía en la primera universidad de artes escénicas en Pensilvania que ofrecía una diversidad de títulos en música, baile y teatro.
En 1876 el Museo y la Escuela de Arte Industrial de de Pensilvania se fundaron como museo y escuela de arte. En 1938, el museo cambió su nombre por Museo de Arte de Filadelfia y la escuela se convirtió en la Escuela Museo de Arte Industrial de Filadelfia. En 1964 la escuela se independizó del museo y cambió su nombre a Universidad de Arte de Filadelfia.
En 1985 la Universidad de Arte de Filadelfia y la Universidad de las Artes escénicas de Filadelfia se fusionaron para convertirse en las Universidades de las Artes de Filadelfia, adquiriendo el estatus universitario en 1987 como la Universidad de las Artes.
En 1996 la universidad añadió una tercera facultad académica: la Universidad de Medios de Comunicación, que se fusionó en 2011 con la Universidad de Arte y Diseño para convertirla en la Universidad de Arte, Diseño y Medios de Comunicación.
En 2024 cerró debido al bajo número de estudiantes y a problemas financieros.

## Datos académicos
La Universidad de las Artes dispone de casi 1900 alumnos matriculados en 41 títulos de graduado y especializaciones en seis escuelas: Arte, Diseño, Cine, Baile, Música y Teatro. Además, la facultad la universidad de Formación continua ofrece cursos preuniversitarios y de fo0rmación continua para educadores.
Universidad de Artes escénicas
- Licenciaturas: Baile; Estudios de Jazz (Composición, Instrumental, Vocal); Empresario de Música, Emprendedor + Tecnología; Actuación; Teatro Musical; Director, Guionista + Producción; Tecnología de Diseño + Teatro
- Máster: MFA en Ingenio, MM en Estudios de Jazz, MM en Educación musical, MAT en Educación musical.

Universidad de Arte, Diseño y Medios de Comunicación
- Licenciaturas: Animación; Animación + Cine; Fotografía + Cine; Bellas Artes Interdisciplinarias; Diseño, Arte y Tecnología; Cine y Vídeo; Diseño Publicitario; Diseño Gráfico; Ilustración; Diseño Industrial; Fotografía; Producción de Cine y Diseño.
- Máster: Enseñanza de Educación artística, Artes de Libro e Impresión, Oficios post-bachillerato, MD en Diseño para Impacto Social, MD en Diseño de Producto, Estudios de Museo (programas en Comunicación de Museo, Educación en el Museo, y Diseño y Planificación de Exposiciones de Museo), Arte de Estudio

División de Artes Liberales
- Licenciaturas: Escritura creativa; Estudios de Cine + Medios de comunicación

## Instalaciones y colecciones

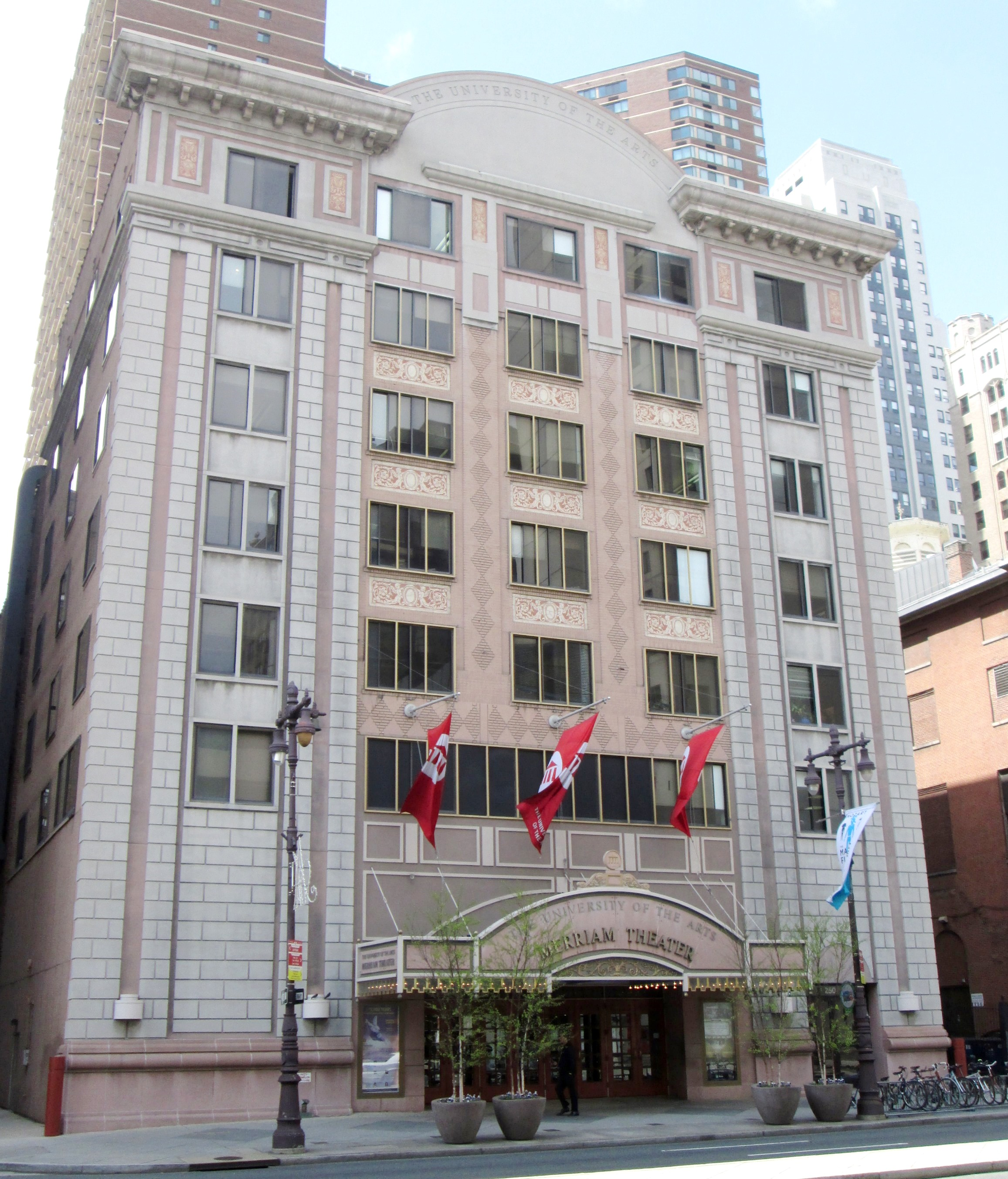
Teatro Merriam

El campus de la universidad está localizado en la Avenida de las Artes, en el distrito cultural del Centro de la ciudad de Filadelfia. Incluye 10 edificios con más de 79000 m².
La biblioteca Albert M. Greenfield alberga 152067 volúmenes, 6936 cedés, 14901 periódicos, numerosos vídeos y DVD. La colección de la Biblioteca de Música alberga aproximadamente 20,000 puntuaciones, 15,000 libros, 10,000 discos de en LP y 5,000 CD. La Colección de Recursos Visuales incluye 175000 diapositivas. Las otras colecciones universitarias son los Archivos Universitarios, el Archivo de la Pintura, las Colecciones de Libros y Textiles artísticos y el Centro de Recurso de Dibujo.
La Universidad de las Artes actualmente tiene ocho teatros. El teatro Merriam es el más grande del campus con un aforo de 1840 personas. El Auditorio Levitt en Gershman Hall tiene un aforo de 850. También en Gershman Hall existe un pequeño teatro para que los estudiantes hagan sus producciones. El teatro universitario Banks de las Artes tiene un aforo de 230, y el teatro Laurie Beechman Cabaret está localizado en el mismo edificio. El universitario también utiliza el Drake adyacente Teatro, principalmente para producciones de baile. El Caplan Centro para las Artes escénicas, localizados en el 16 & 17.º piso de Terra Sala @– cuál abrió en 2007, alberga dos teatros. Su teatro de caja negro sienta 100 y una sala de recital sienta 250.